# Antona striata
Antona striata là một loài bướm đêm thuộc phân họ Arctiinae, họ Erebidae.